# Stazione di Vico-San Menaio
La stazione di Vico-San Menaio è una fermata ferroviaria della ferrovia San Severo-Peschici a servizio di San Menaio, frazione di Vico del Gargano, in provincia di Foggia.
È gestita dalle Ferrovie del Gargano.